# 忠臣蔵〜その男、大石内蔵助
『忠臣蔵～その男、大石内蔵助』（ちゅうしんぐら - そのおとこ、おおいしくらのすけ）は、2010年12月25日の21:00 - 23:21（JST）に、テレビ朝日系列で放映された時代劇の特別番組。主演は田村正和。斎藤光正監督の最後の作品。
本編開始前の20:58 - 21:00には、「今夜のドラマスペシャル」と題した事前ミニ番組も放送された。この作品で田村正和は初めて大石内蔵助を演じ、また北大路欣也との初共演も話題となった。

## キャスト

### 赤穂浪士（浅野家）
- 大石内蔵助：田村正和
- 大石りく：岩下志麻
- 浅野内匠頭：玉山鉄二
- 阿久里（瑤泉院）：檀れい
- 堀部安兵衛：小澤征悦
- 赤垣源蔵：勝村政信
- 片岡源五右衛門：尾美としのり
- 岡野金右衛門：石垣佑磨
- 大石主税：西井幸人
- 吉田忠左衛門：石田太郎
- 磯貝十郎左衛門：正名僕蔵
- 武林唯七：丹羽貞仁
- 大高源五：田中隆三
- 岡島八十右衛門：萩野崇
- 橋本平左衛門：荒井敦史
- 大野九郎兵衛：峰蘭太郎
- 高田郡兵衛：林泰文
- 堀部弥兵衛：山本學
- 戸田局：梶芽衣子

### 吉良家（上杉家）
- 吉良上野介：西田敏行
- 清水一角：入江毅
- 小林平八郎：春田純一

### 幕府、他藩
- 柳沢吉保：伊武雅刀
- 立花左近：北大路欣也
- 多門伝八郎：永島敏行
- 土屋主税：松平健

### その他
- 浮橋太夫：石田ゆり子
- ほり：京野ことみ
- 塩山伊左衛門：西田健
- おみよ：大塚ちひろ
- おすぎ：荒井萌
- ナレーション：橋爪功
- おまき：角替和枝
- 政五郎：小野武彦

## スタッフ
- 脚本：ちゃき克彰
- 監督：齋藤光正
- 監督補：山下智彦
- 音楽：大島ミチル
- ロケ協力：赤穂市、ひょうごロケ支援ネット、播州赤穂フィルムコミッション、兵庫県立赤穂海浜公園、赤穂市立海洋科学館、赤穂市教育委員会、妙心寺、随心院
- プロデューサー：田中芳之（テレビ朝日）、加藤貢、榎本美華（東映）、江平光男（オフィス江平）
- プロダクション協力：東映太秦映画村
- 製作：テレビ朝日、東映